# Pterogonia aurigutta
Pterogonia aurigutta är en fjärilsart som beskrevs av Walker 1858. Pterogonia aurigutta ingår i släktet Pterogonia och familjen trågspinnare. Inga underarter finns listade.